# إيمانويل أديبايور
شيي إيمانويل أديبايور (بالفرنسية: Sheyi Emmanuel Adebayor)، لاعب كرة قدم توغولي سابق، من مواليد 26 فبراير 1984 في لومي في توغو.
بدأ مسيرته الكروية مع نادي ميتز الفرنسي في عام 2001، ولعب معهم حتى عام 2003، وشارك معهم في 44 مباراة وسجل 15 هدف، وفي عام 2003 انتقل إلى نادي موناكو الفرنسي، ولعب معهم حتى عام 2006، وشارك معهم في 78 مباراة وسجل 18 هدف، ومنذ عام 2006 وهو يلعب مع نادي آرسنال الإنجليزي حتى 2009 وانتقل إلى مانشستر سيتي الإنجليزي وانتقل في اواخر يناير 2011 إلى ريال مدريد على سبيل الإعارة بقيمة 3 ملايين يورو مع حق الشراء بـ 18 مليون يورو في يونيو وذلك تلبيتاً لرغبة جوزيه مورينهو في جلب مهاجم ثالث بعد اصابة جونزالو هيجواين، ثم رحل عن الفريق نهاية الموسم. لينتقل بعدها إلى نادي توتنهام هوتسبر ثم فسخ عقده مع النادي بالتراضي في 2015.

## مسيرته الدولية

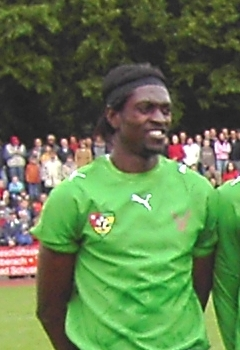
شيي إيمانويل أديبايور

بدأ باللعب مع منتخب توغو لكرة القدم في عام 2000، وقد شارك مع منتخب توجو في كأس العالم 2006 بألمانيا ولم يظهر المنتخب التوجولي بالمستوى المنتظر والذي ظهر عليه في التصفيات.
أيضاً شارك مع منتخب توجو في نهائيات كأس أفريقيا في مصر 2006 وخرج المنتخب التوجولى من الدور الأول في مفأجأه قبيل المشاركة في كأس العالم.
عانى من مشاكل مع منتخب بلاده وغاب عن بعض المباريات ثم عاد بقوة وسجل أربع أهداف في مباراة واحده ضد سوازيلاند في تصفيات كأس العالم الأفريقية وحصل مؤخرا على لقب أفضل لاعب بقارة أفريقيا. وقد أعلن اعتزاله اللعب دولياً مع منتخب بلاده بسبب الاحداث التي حصلت في البطولة الافريقيه الأخيرة والتي اقيمت في انغولا لعام 2010. لكنه تراجع عن قرار الاعتزال وعاد إلى الساحة الدولية بلعبه مباراتين في تصفيات كأس العالم لكرة القدم 2014 أمام غينيا بيساو في نوفمبر 2011 ليتأهل منتخب توغو للدور الثاني من التصفيات.

## روابط خارجية
- إيمانويل أديبايور على موقع الاتحاد الدولي (مؤرشف)  (الإنجليزية)
- إيمانويل أديبايور على موقع الاتحاد الأوربي (الإنجليزية)
- إيمانويل أديبايور على موقع اتحاد تركيا (لاعب) (الإنجليزية)
- إيمانويل أديبايور على موقع رابطة كرة القدم الفرنسية للمحترفين (الإنجليزية)
- إيمانويل أديبايور على موقع إي إس بي إن إف سي (الإنجليزية)
- إيمانويل أديبايور على موقع قاعدة بيانات كرة القدم.إي يو (الإنجليزية)
- إيمانويل أديبايور على موقع ناشيونال فوتبول تيمز (الإنجليزية)
- إيمانويل أديبايور على موقع Soccerbase.com (لاعب) (الإنجليزية)
- إيمانويل أديبايور على موقع Soccerway.com (الإنجليزية)
- إيمانويل أديبايور على موقع عالم كرة القدم.نت (الإنجليزية)